# Knochenmühle (Fretter)

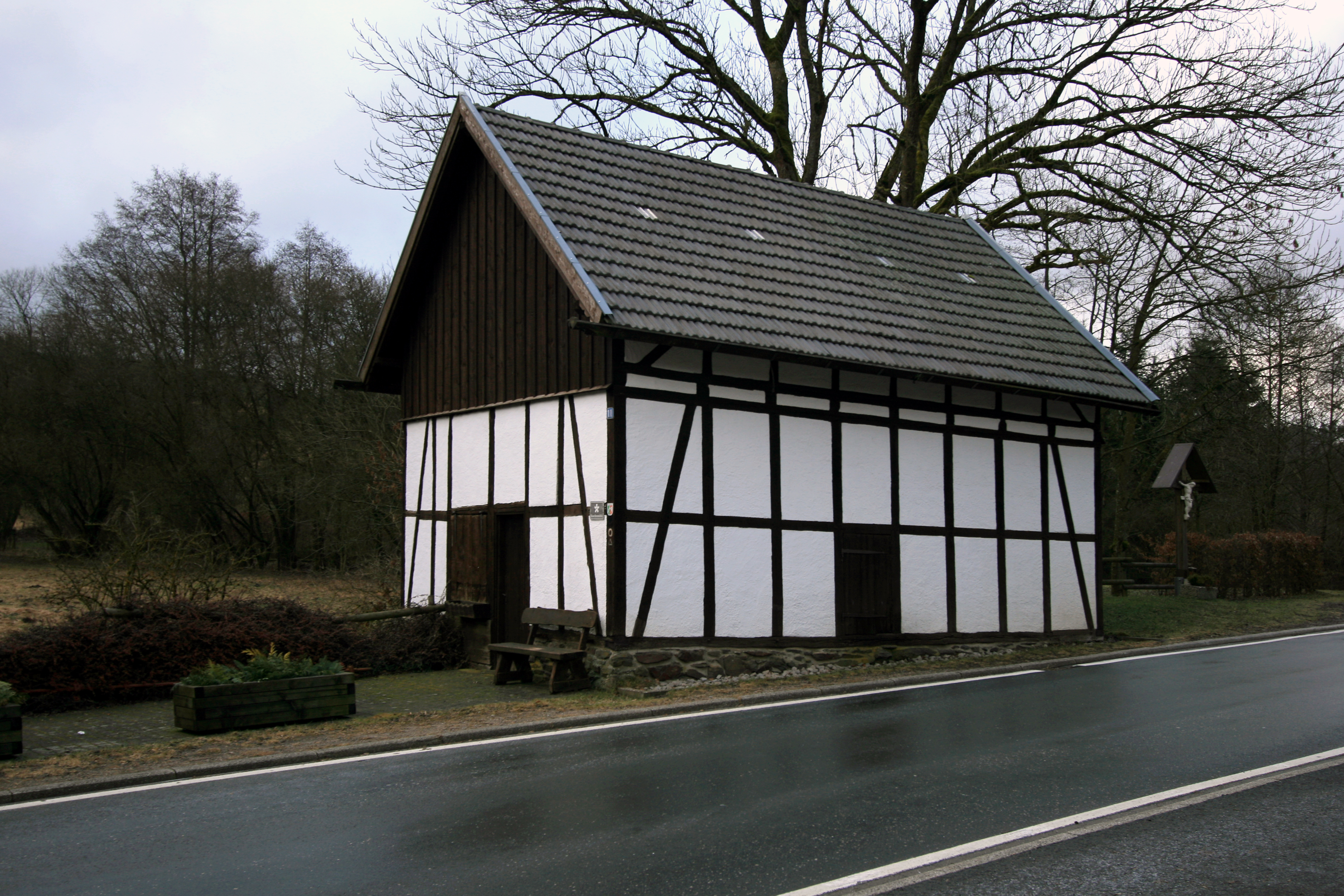
Knochenmühle in Fretter

Die Knochenmühle ist ein denkmalgeschütztes Gebäude in Fretter, einem Ortsteil von Finnentrop im Kreis Olpe (Nordrhein-Westfalen). Das Inventar steht ebenfalls unter Denkmalschutz.

## Geschichte und Architektur
Die Mühle mit Wasserrad und einem kleinen Fachwerkbau wurde um 1900 errichtet und gehört zum Hof Ruhrmann in Fretter. Das Stampfwerk aus Gusseisen wurde vor 1900 angefertigt. Es handelt sich hierbei um einen von vorher zwei Sätzen einer Erz- und Schlackenpoche, die vorher in einem Hüttenwerk im Dienst war und um 1860 hergestellt wurde. Wahrscheinlich handelte es sich bei dieser Hütte um die Finnentroper Hütte, die von 1858 bis 1901 betrieben wurde. Den Antrieb des Stampfwerkes übernahm das oberschlächtige Wasserrad über eine Antriebswelle mit Zahnradübersetzung. Dieser Antrieb erlaubte auch das Antreiben eines Schleifsteines.
Die Mühle zerkleinerte in jedem Winter etwa 1500 bis 2000 kg Knochen, Landwirte aus der Umgebung setzten das gewonnene Material als organischen Dünger ein. Rinder- und Schweineknochen lieferten die Metzger und Altwarenhändler der Gegend, die Knochen mussten vor der Verarbeitung zwei Jahre auf dem Dachboden abgelagert werden. Die Anlage wurde 1945 stillgelegt. Die als technisches Kulturdenkmal geschützte Anlage wurde zwischen 1987 und 1989 restauriert und ist seit 2014 in betriebsbereitem Zustand. Die Mühle ist – besonders wegen der Poche – einzigartig in Nordrhein-Westfalen.
2019 wurde die Knochenmühle für 32.000 Euro saniert, unter anderem wurde das Mühlrad erneuert. Zudem ist im Umfeld des Baudenkmals ein Naherholungsgebiet entstanden.